# Донкастер — Шеффилд

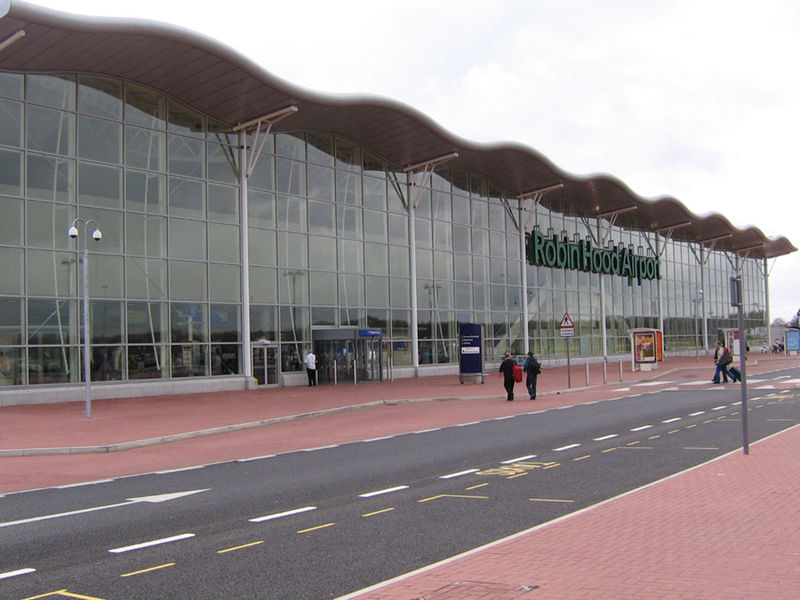
Терминал Аэропорта

Аэропо́рт Донка́стер — Ше́ффилд (англ. Doncaster Sheffield Airport) (ИАТА: DSA, ИКАО: EGCN), ранее — Аэропо́рт Донка́стер — Ше́ффилд и́мени Ро́бина Гу́да (англ. Robin Hood Airport Doncaster Sheffield), — международный аэропорт, расположенный на месте авиабазы RAF Finningley в Финнингли, Саут-Йоркшир, Англия. Аэропорт находится в 10 км к юго-востоку от Донкастера и в 31 км к востоку от Шеффилда. Аэропорт в основном обслуживает жителей графств Саут-Йоркшир и Уэст-Йоркшир.
Оператор аэропорта — Peel Group (англ.), которому также принадлежат Ливерпульский аэропорт имени Джона Леннона и аэропорт Тиссайд.

## RAF Finningley
Военный аэродром в Финнингли открылся в 1915 году. Во время Первой мировой войны на аэродроме базировались бипланы Royal Aircraft Factory B.E.2, которые использовались против немецких дирижаблей.
Перед Второй мировой войной на RAF Finningley базировались Handley Page Heyford, во время войны база находилась под командованием бомбардировочной авиации. Аэродром и взлётно-посадочные полосы в это время значительно увеличиваются и усовершенствуются. В 1944 открывается учебная база для пилотов бомбардировщиков, которая функционирует до 1954 года.
В последующие два года удлиняется взлётно-посадочная полоса и с 1957 на авиабазе RAF Finningley базируются так называемые V-бомбардировщики (Avro Vulcan, Handley Page Victor и Vickers Valiant), оснащённые ядерным оружием. В 1970-м году бомбардировщики покидают базу RAF Finningley.
В 1970-х на авиабазе функционирует лётная школа. С 1976 года базируется подразделение Search and Rescue.
Авиабаза RAF Finningley была закрыта в 1996, а три года спустя аэродром был приобретен Peel Holdings, которая начала строительство гражданского аэропорта.

## Аэропорт
Открытие аэропорта было отмечено первым коммерческим рейсом в Пальма-де-Майорку 28 апреля 2005. Спустя три месяца после открытия аэропорт обслужил 300 000 пассажиров, к декабрю 2005—500 000, рубеж в 1 млн пассажиров был пройден через 60 недель после открытия. Пассажирооборот в 2007 составил 1 074 000 человек, было произведено 12 667 взлётов-посадок за этот год.

## Сегодня
Аэропорт Донкастер — Шеффилд имеет лицензию аэродрома (номер P876), которая разрешает перевозку пассажиров и обучение лётчиков.
Основной авиакомпанией аэропорта является Thomsonfly, кроме неё рейсы в Донкастер — Шеффилд совершают Pegasus Airlines, Air Europa, BH Air, Wizz Air, Flybe, Onur Air и Ryanair.
Первые регулярные дальнемагистральные рейсы начались летом 2007, авиакомпания Flyglobespan открывала маршрут в аэропорт Гамильтон (Торонто), Канада, однако этот маршрут был закрыт.
Новый маршрут в 2008 открыла Flybe в Джерси с 30 марта 2008 так как Thomsonfly отказался от этого маршрута по техническим условиям аэропорта Джерси. Wizz Air с 1 апреля 2008 также открыла дополнительный маршрут в Варшаву.

## Статистика
В 2007 аэропорт обслужил более 1 миллиона пассажиров; к 2006 году увеличение составило почти 20 %. В январе 2008 аэропорт посетили более 62 000 пассажиров, увеличение по сравнению с январем 2007 составило 5,7 %.
|                                                                                          | Пассажирооборот | Количество взлётов-посадок | Изменение пассажирооборота к предыдущему году |
| ---------------------------------------------------------------------------------------- | --------------- | -------------------------- | --------------------------------------------- |
| 2005                                                                                     | 600 651         | 5 271                      | -                                             |
| 2006                                                                                     | 899 307         | 7 310                      | +49,7 %                                       |
| 2007                                                                                     | 1 074 373       | 8 755                      | +19,5 %                                       |
| Источник: UK Civil Aviation Authority Архивная копия от 22 марта 2007 на Wayback Machine |                 |                            |                                               |

## Инфраструктура
Аэропорт в настоящее время имеет одну взлётно-посадочную полосу 02/20 длиной 2 893 метров и шириной 60 метров, это одна из самых длинных и широких полос в северной Англии. Это связано с историей аэропорта, так как здесь базировались дальние бомбардировщики с ядерным вооружением. Такая взлётно-посадочная полоса позволяет приём дальнемагистральных широкофюзеляжных и транспортных самолётов. Существуют технические возможности для дальнейшего увеличения пассажирооборота и грузооборота.
На части территории аэропорта Аэропорта развивается Бизнес- и Технопарк, который в будущем может быть связан с шоссе M18.
В 2008 планируется открытие гостиницы сети Ramada Encore на 150 мест.

## Транспорт

### Автомобильный транспорт
Аэропорт расположен рядом с шоссе M18, но не имеет прямой связи с ней (хотя такая дорога запланирована и должна быть введена в эксплуатацию в 2010 году). Также рядом находятся шоссе A1, M62 и M1.
В аэропорту более 2 500 автомобильных стояночных мест.

### Железнодорожный транспорт
Железнодорожная станция Донкастера находится в 11 км от аэропорта, от неё отходят поезда Northern Rail, NXEC, CrossCountry, TransPennine Express, East Midlands Trains и Hull Trains. Донкастер находится в 1 часе 35 минут от лондонского вокзала Кингс-Кросс и в 20 минутах от станции Шеффилд (в прямом сообщении). Существует автобусное сообщение между аэропортом и станцией Донкастера.
Кроме того, аэропорт находится недалеко от железнодорожной линии Донкастер-Линкольн, и существуют планы открытия станции в Финнингли, вместо закрытой в 1961 стации. Совет Донкастера рассматривает этот вопрос сегодня, предполагаемая дата открытия станции — 2011 год.

### Автобус
Регулярное автобусное сообщение связывает аэропорт с Донкастером, Барнсли, Ретфордом, Ворксопом и другими близлежащими городами.

## Авиакомпании

### Регулярные рейсы
- Flybe
- Ryanair
- Thomsonfly
- Wizzair

### Чартерные рейсы

#### Летние направления
- Air Europa
- BH Air
- Karthago Airlines
- Onur Air
- Pegasus Airlines
- Thomsonfly

#### Зимние направления
- Thomsonfly

## Бизнес-авиация
В аэропорту можно увидеть бизнес-джеты. Среди их владельцев гольфисты Ли Вествуд и Даррен Кларк. В настоящее время Sovereign Air — единственный оператор бизнес-самолётов в аэропорту.

## Грузовые перевозки
В настоящее время аэропорт принимает грузовые самолёты A300, DC10, MD11, Boeing 747, ИЛ-62МГр и Ан-124. Регулярных рейсов нет.
Существуют технические возможности для развития грузоперевозок, однако на данный момент нет заинтересованного в этом оператора.

## Название аэропорта
Прежнее название «Робин Гуд» аэропорт получил на основании следующего:
1. Оригинальные легенды о Робине Гуде говорят, что он жил в лесу Барнсдейл, в Саут-Йоркшире, рядом с Донкастером и Понтефрактом.
2. Эта легенда подтверждается фактом, что деревенский паб в близлежащей деревне Хэтфилд Вудхауз всегда назывался Робин Гуд и Маленький Джон
3. Аэропорт исторически находился на территории Ноттингемшира, и на сегодняшний день ещё находится в границах Епархии Ноттингема[9].
4. При увеличении взлётно-посадочной полосы (в 1950-х годах) аэродром занял земли, находящиеся в графстве Ноттингемшир.
5. Донкастер находится ближе к Шервудскому лесу, чем Ноттингем[10].